# Siambretta
 (juin 2023).
La mise en forme du texte ne suit pas les recommandations de Wikipédia : il faut le « wikifier ».
Les points d'amélioration suivants sont les cas les plus fréquents. Le détail des points à revoir est peut-être précisé sur la page de discussion.
- Les titres sont pré-formatés par le logiciel. Ils ne sont ni en capitales, ni en gras.
- Le texte ne doit pas être écrit en capitales (les noms de famille non plus), ni en gras, ni en italique, ni en « petit »…
- Le gras n'est utilisé que pour surligner le titre de l'article dans l'introduction, une seule fois.
- L'italique est rarement utilisé : mots en langue étrangère, titres d'œuvres, noms de bateaux, etc.
- Les citations ne sont pas en italique mais en corps de texte normal. Elles sont entourées par des guillemets français : « et ».
- Les listes à puces sont à éviter, des paragraphes rédigés étant largement préférés. Les tableaux sont à réserver à la présentation de données structurées (résultats, etc.).
- Les appels de note de bas de page (petits chiffres en exposant, introduits par l'outil «  Source ») sont à placer entre la fin de phrase et le point final[comme ça].
- Les liens internes (vers d'autres articles de Wikipédia) sont à choisir avec parcimonie. Créez des liens vers des articles approfondissant le sujet. Les termes génériques sans rapport avec le sujet sont à éviter, ainsi que les répétitions de liens vers un même terme.
- Les liens externes sont à placer uniquement dans une section « Liens externes », à la fin de l'article. Ces liens sont à choisir avec parcimonie suivant les règles définies. Si un lien sert de source à l'article, son insertion dans le texte est à faire par les notes de bas de page.
- La présentation des références doit suivre les conventions bibliographiques. Il est recommandé d'utiliser les modèles {{Ouvrage}}, {{Chapitre}}, {{Article}}, {{Lien web}} et/ou {{Bibliographie}}. Le mode d'édition visuel peut mettre en forme automatiquement les références.
- Insérer une infobox (cadre d'informations à droite) n'est pas obligatoire pour parachever la mise en page.

Pour une aide détaillée, merci de consulter Aide:Wikification.
Si vous pensez que ces points ont été résolus, vous pouvez retirer ce bandeau et améliorer la mise en forme d'un autre article.
Siambretta est une gamme de scooters et triporteurs construits par Siambretta SAIC, filiale du conglomérat SIAM Di Tella en Argentine, sous licence de la société italienne Innocenti, entre octobre 1954 et juin 1966.

## Histoire
La Siambretta SAIC - Sociedad Anónima, Industrial y Comercial est la société argentine qui disposait des licences de production délivrées par le constructeur italien « Lambretta S.p.A. », une société filiale du groupe Innocenti S.p.A., fondée par Ferdinando Innocenti (1891-1966), à la fin de la Seconde Guerre mondiale quand l'Italie avait besoin de se motoriser à moindre coût.
Lambretta est aussi le nom des scooters fabriqués par la société italienne Innocenti SpA et devenu, au fil du temps une marque de cyclomoteurs, qui doit son nom à son usine de Lambrate, implantée au bord du fleuve Lambro, près de Milan. L'usine a été créée en 1947 et a cessé ses activités en 1972, avant de renaître et lancer de nouveaux modèles en 2018.

### L'arrivée de la Lambretta en Argentine
En fin d'année 1946, une étroite collaboration débute entre les entreprises SIAM Di Tella et le groupe Innocenti, à la suite de la signature d'un accord pour l'achat d'une licence de fabrication de tubes sans soudure, une des spécialités avec les presses hydrauliques de forte puissance, du groupe Innocenti, tubes qui seront produits par la nouvelle société SIAT (Sociedad Industrial Argentina de Tubos), filiale de SIAM. Au début des années 50, les deux entreprises concluent une deuxième alliance pour fabriquer des modèles Lambretta en Argentine.
Au début de l'année 1954, l'outillage pour la fabrication de la Lambretta 125 D Mk1 et la chaîne de montage commencent à être importés d'Italie. Le projet est suivi par une équipe d'ingénieurs qu'Innocenti a envoyée en Argentine afin de former et contrôler les différentes équipes qui procéderont à la fabrication du scooter.
Lorsque le public apprend que la fabrication d'un véhicule de renom - comme la Lambretta - se ferait en Argentine, alors que personne n'avait encore ni vu ni essayé le modèle, un afflux de commandes a été enregistré ce qui a forcé SIAM à accélérer la construction de son usine de production, encouragé par les plans de financement alléchants du gouvernement argentin pour développer l'industrie nationale. Les commandes étaient si importantes que les listes d'attente s'allongeaient avec des délais de livraison dépassant l'année alors que les clients avaient déjà versé des acomptes pour un véhicule dont la chaîne de montage n'était pas encore entièrement construite.

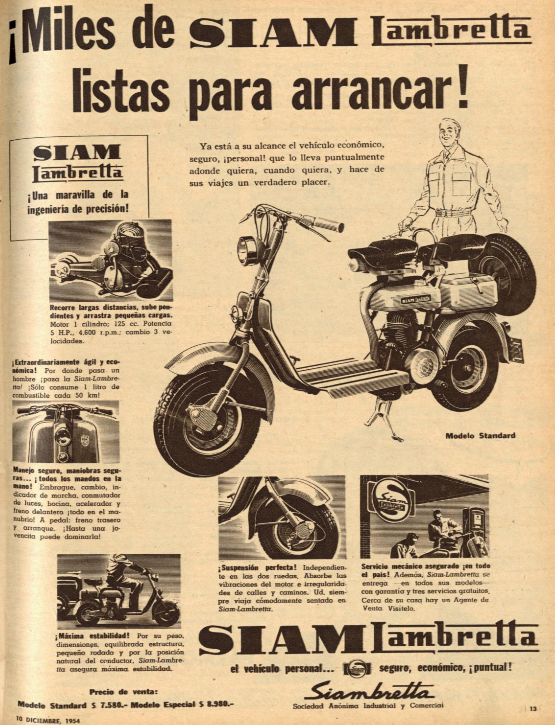
Publicité pour le scooter SIAM-Lambretta (1954)

### Présentation de la Siambretta
L'attente pour le tout nouveau scooter argentin a pris fin le matin du 24 octobre 1954, lorsque le Président Juan Domingo Perón a fait le trajet de sa résidence présidentielle d'Olivos (Vicente López) à la Plaza de Mayo à Buenos Aires, sur un scooter couleur bordeaux, escorté par des agents de sécurité et un cortège de 30 Siamlambretta conduites par des jeunes de l'Union des étudiants du secondaire. C'est de cette façon, un peu particulière, que SIAM a annoncé la disponibilité et la vente de la Siamlambretta a été annoncée.

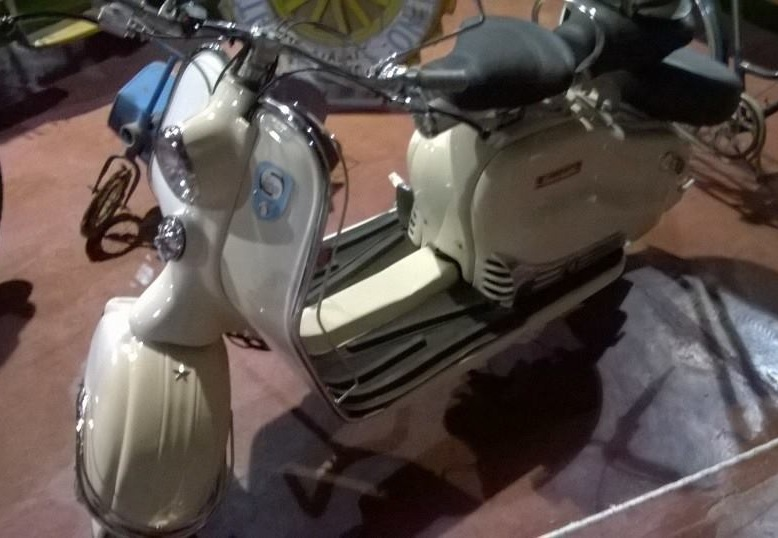
Siambretta 125 De Lujo

### Siambretta 125 D/LD
En raison de la forte demande avant même que la production du scooter ait débuté, SIAM a été contraint d'importer d'Italie des Lambretta 125 D/LD Mk 1 et de les commercialiser sous le nom de SIAM-Lambretta, en remplaçant uniquement le badge de la marque italienne. C'est pour cela qu'il existe des SIAM-Lambretta qui ont le système italien Teleflex.
Le modèle D - plus connu sous le nom de "Standard" - la badge "SIAM-Lambretta" était placé sur le réservoir d'essence, comme sur la version italienne alors qu'aucun modèle Siambretta argentin n'a été badgé à cet endroit.
Sur ces modèles, il était très courant de trouver deux numéros de châssis : l'original italien d'Innocenti précédé du digramme "LD", sous le réservoir d'essence ; et l'argentin, sur le support gauche du siège avant comme tous les modèles argentins.
C'est en milieu d'année 1955 que la fabrication du scooter a commencé dans l'usine de Valentín Alsina, à Buenos Aires et c'est le point de départ des différences entre les modèles argentins et la version originale italienne. En effet, l'une des principales différences porte sur les ailes qui se terminent sans la "queue" caractéristique des modèles italiens et ont des courbes plus larges sur les côtés. La fourche est légèrement plus inclinée vers l'arrière et la taille du réservoir d'essence est légèrement plus petite. Ces petites différences rendent difficile le montage de carrosseries italiennes sur les scooters argentins en cas de restauration.
C'est à partir de 1956 que l'usine d'Avellaneda, à Buenos Aires, a fabriqué la totalité des composants des scooters, châssis, carrosserie et moteurs. Les modèles ont désormais porté le nom de Siambretta.
Les moteurs étaient très similaires aux moteurs italiens, avec l'inscription Siambretta sur le couvercle du différentiel. Il convient de noter que, bien que les matériaux utilisés aient été très similaires, la qualité de l'aluminium du bloc argentin était un peu inférieure à celle du Lambretta italien et, par conséquent, les filetages dudit bloc cassaient plus fréquemment. L'une des principales caractéristiques qui différencie les deux versions du moteur est le boîtier de sélection externe de la Siambretta. Le moteur est le même que celui des Lambretta 125 D Mk1 italiennes avec le système Teleflex. À cette époque, ce système présentait des complications pour sa réparation en raison des délais pour l'obtention de pièces détachées. C'est pourquoi SIAM a décidé de résoudre le problème en le remplaçant par un système à deux fils, comme sur les Lambretta D Mk2. Ce système était performant et 100% compatible avec le Teleflex, ce qui a permis de l'utiliser jusqu'à la fin de la production des Siambretta Standard et Luxury.
Dès ses origines, la Siambretta utilisait des carburateurs italiens Dell'Orto MA18B3 importés mais, plus tard, ils ont été fabriqués sous licence par divers constructeurs argentins dont Branmetal, le plus connu.
Vers 1960, la situation économique argentine connait ses premiers soubresauts. Vu l'inflation galopante, SIAM réduit le nombre d'accessoires jusqu'alors livrés en série sur le modèle de base : le siège arrière et la roue de secours, entre autres, deviennent des options. Le marché commençait à donner ses premiers signes de saturation, en témoignent les publicités pour la Siambretta 125, dans lesquelles, contrairement à ses débuts, SIAM proposait une livraison immédiate. En 1962, SIAM arrête la fabrication de la Siambretta 125 D/LD mais débute celle de la Siambretta 175 TV au début de l'année 1963.

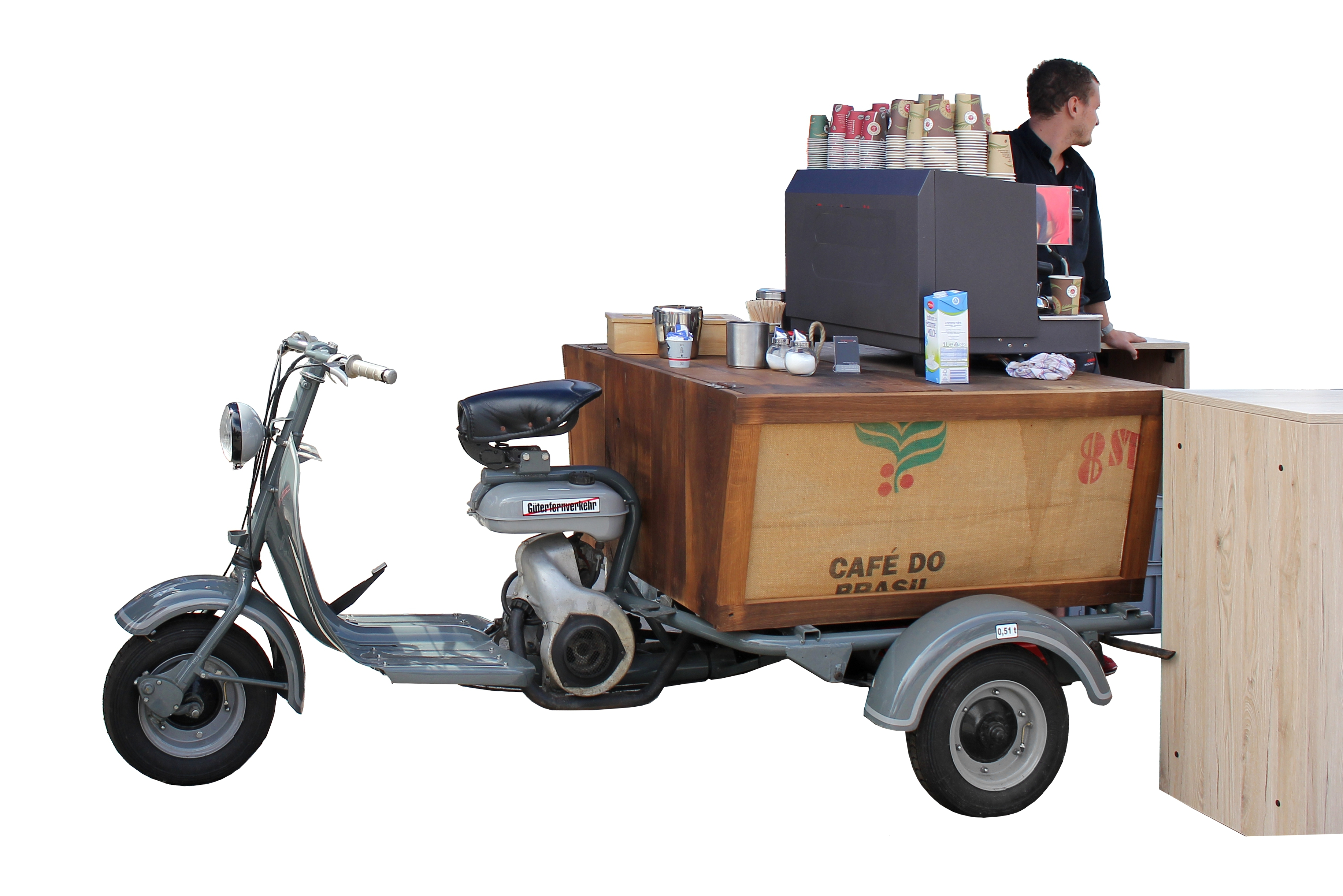
Siambretta 125 FD ouvert

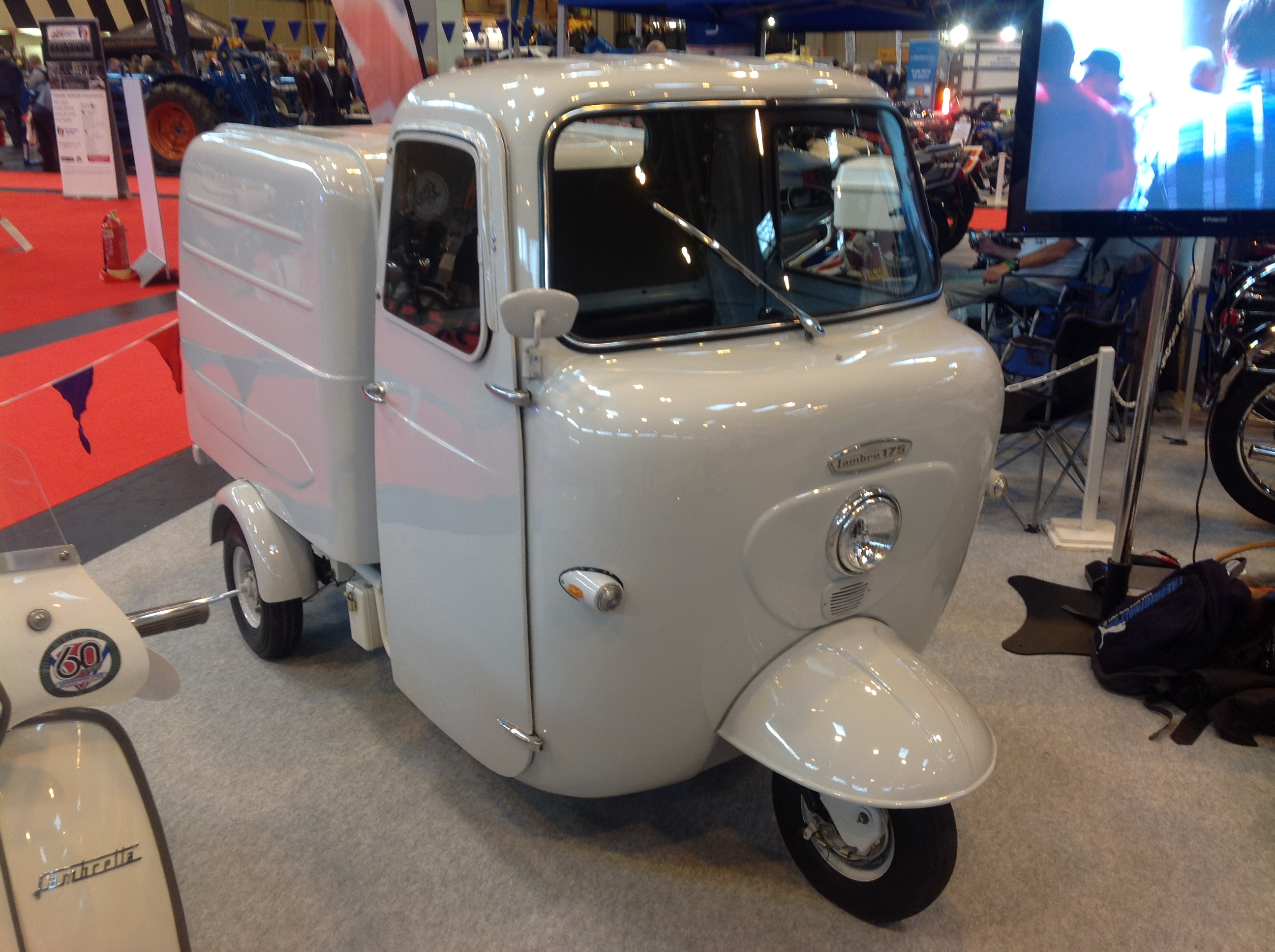
Siambretta 150 Motofurgón fermé

### Siambretta Motofurgón 125/150 FD[2]
Parallèlement aux modèles Standard et Deluxe, la version Motofurgón 125, dérivée de la Lambretta 125 FD Mk1, a également été fabriquée et commercialisée en 1961, destinée au secteur commercial. Ce modèle, comme le Siambretta 125 D/LD, a été initialement commercialisé sous le nom de SIAM-Lambretta, étant une version importée d'Italie. Plus tard, le véhicule a été fabriqué en Argentine et vendu sous le nom de Siambretta, une production avec 100% de composants locaux, y compris les moteurs D/LD.
Ce triporteur fourgonnette était disponible en trois versions : le modèle à caisse ouverte classique (type pick-up), le modèle à caisse fermée et le modèle à cabine fermée avec caisse ouverte. La charge utile était de 350 kg pour la version avec cabine fermée, 400 kg pour la version ouverte.

### Siambretta 150 Motofurgón
Durant les années 1962 à 1965, une variante 100% nationale de la Siambretta 125 Motofurgón a été commercialisée : La Siambretta 150 Motofurgón FD.
Ce modèle, commercialisé dans les trois mêmes versions que le modèle 125, avait le moteur du Siambretta 125 Motovan, le moteur Lambretta FD Mk1 avec système de boîte de vitesses à deux fils, porté à 150 cm3.
Pour répondre à une demande des clients d'avoir plus de puissance, SIAM a proposé de 1957 à 1962, la Siambretta 150 de Lujo (LD), une version Lambretta 150 LD Mk3.

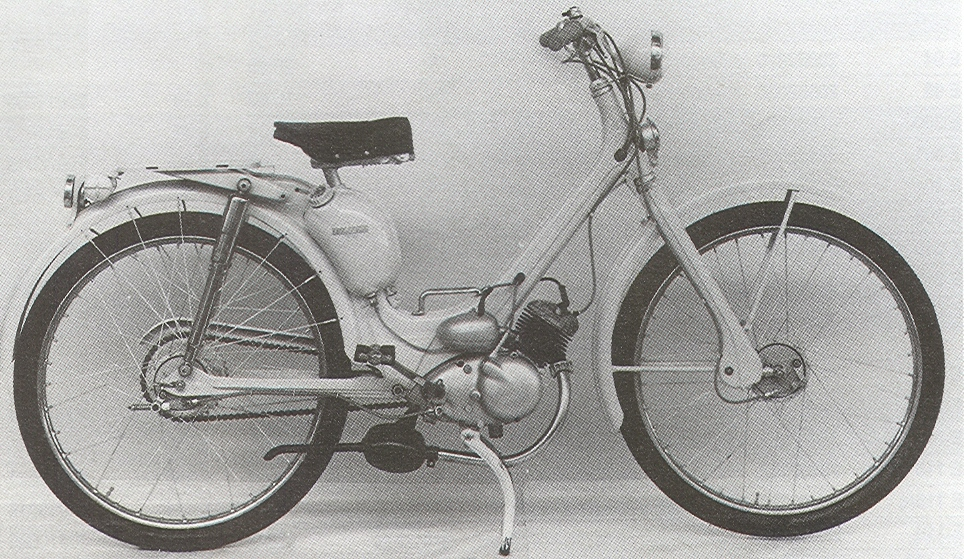
Siambretta 48 (1950)

### Siambretta 48
Présentée e, 157, la Siambretta 48 était la Lambretta 48 fabriquée en argentine, sans aucune différence avec le modèle original italien. Les premiers exemplaires étaient importés et commercialisés avec le logo "SiamLambretta" puis, ceux produits localement avec le logo "Siambretta".
La Siambretta 48 était un modèle destiné à la mobilité urbaine. D'après les publicités, on peut noter que le produit ciblait plutôt la clientèle féminine. Comme en Italie, ce modèle n'a pas rencontré les faveurs de la clientèle.

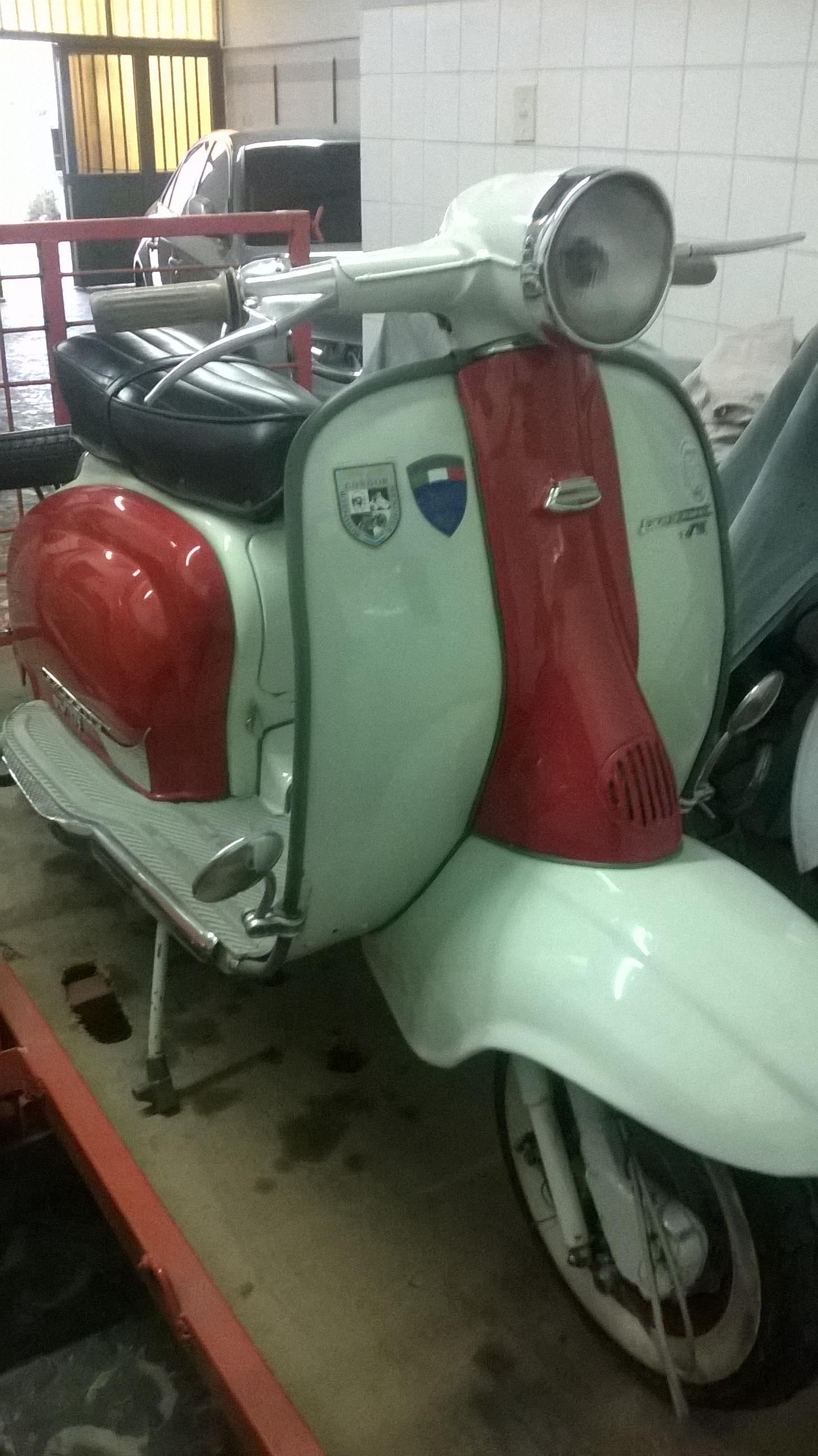
Siambretta 175 TV

### Siambretta 175 TV
Au début de l'année 1963, SIAM lance la Siambretta 175 TV, la version argentine de la Lambretta 175 TV Série 2, le modèle qui a connu le plus gros succès commercial dans le monde. La production a été assurée par l'usine de Valentín Alsina.
Les différences par rapport à l'originel italiens étaient minimes. Comme pour les autres modèles, les premiers exemplaires ont été importés d'Italie et commercialisés avec lo logo SiamLambretta puis fabriqués en Argentine avec le logo Siambretta. La seul et unique différence entre eux concerne les fentes sur la colonne derrière l'assise, qui n'existent pas sur la version locale.

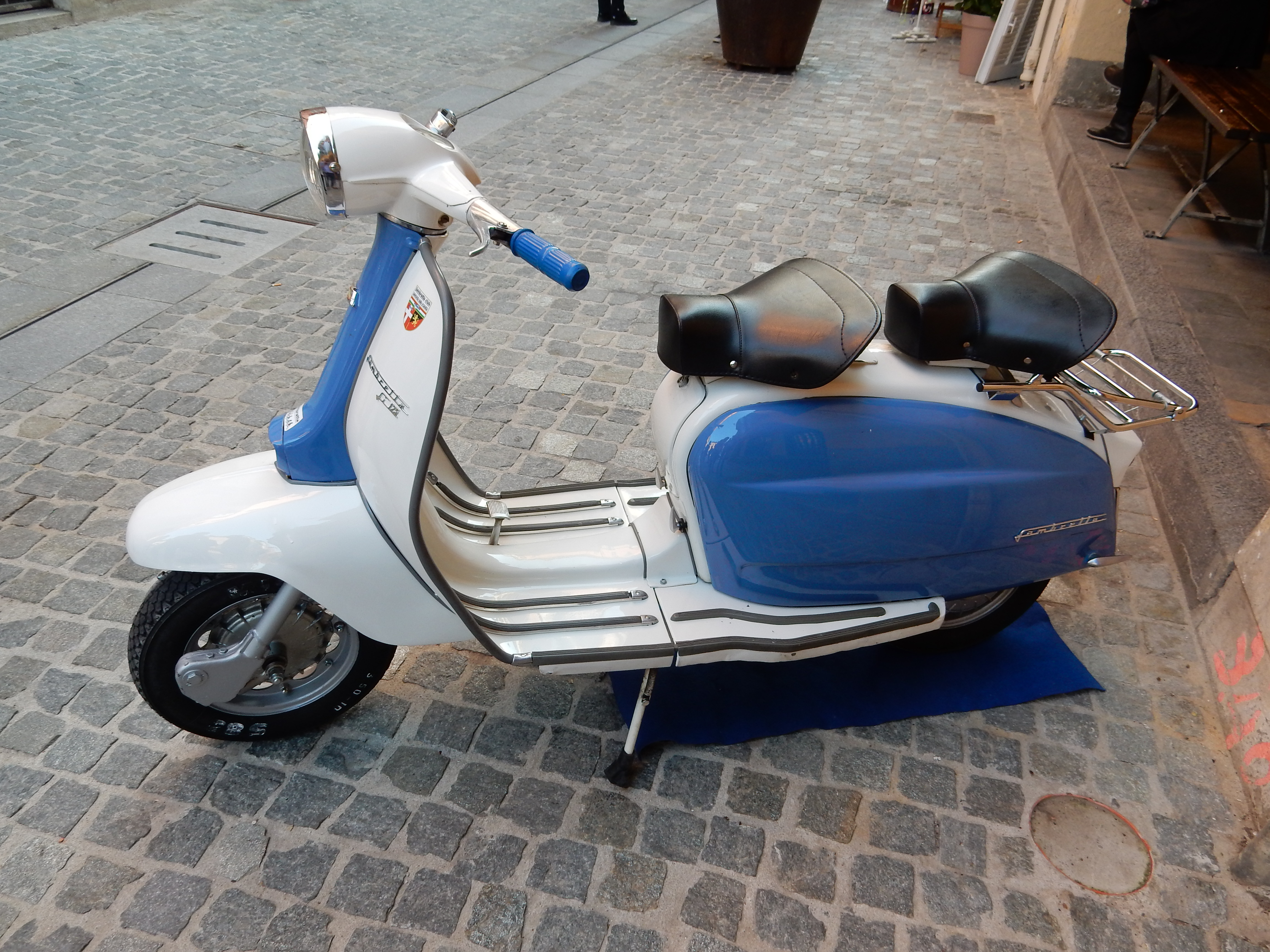
Lambretta 150 LI

### Siambretta 150 LI
La Siambretta 150 LI est un modèle qui n'a jamais été fabriqué en Argentine mais uniquement importé d'Italie à partir de 1963, malgré son logo "Siambretta". Le modèle a été fabriqué de 1958 à 1967 en Italie. C'est également le seul modèle dont on connaît avec certitude le nombre total d'exemplaires produits en Italie, grâce aux archives des rapports de fabrication d'usine Innocenti : 
- Lambretta 150 LI 1re série (1958-59) - châssis 150LI500.(& n°) : 108.984 ex.
- Lambretta 150 LI 2e série (1959-61) - châssis 150LI800/900.(& n°) : 162.040 ex.
- Lambretta 150 LI 3e série (1962-67) - châssis 150LI600.(& n°) : 142.982 ex.

Parmi ces exemplaires, les archives italiennes mentionnent que 9.000 exemplaires ont été fabriqués durant les mois de mai, juin juillet, octobre et novembre 1961 et exportés en Argentine.

### Siambretta 175 AV
La Siambretta 175 TV avait remporté un énorme succès auprès de la clientèle et c'est pour cette raison que SIAM a décidé d'utiliser la réputation acquise avec les modèles Siambretta 125 Standard et 175 TV pour lancer la 175 AV. Ce modèle n'a pas son équivalent en Italie. C'est l'unique Siambretta conçue et fabriquée en Argentine : la Siambretta 175 AV.
Ce modèle est un mélange entre le design de la Siambretta 125 D, dont elle reprend la structure générale : guidon, phare avant, haut du plat avant, position assise, les ailes et l'emplacement du réservoir d'essence avec les limitations imposées par le cadre de la 175 TV : queue et garde boue arrière support la roue de secours et le support du siège conducteur. Le moteur est celui de la 175 TV, avec un carburateur Dell'Orto 23.
Ce scooter, produit de 1964 à 1966, était surtout destiné à un public jeune, avide de vitesse. Beaucoup soutiennent que l'acronyme « AV » vient de « Argentina Veloce », entretenant une relation avec l'acronyme télévisé « Turismo Veloce ». Bien qu'il n'y ait aucune preuve pour accepter ou réfuter cette hypothèse, d'autres sources indiquent que AV seraient les initiales du nom du concepteur de ce modèle.

## L'héritage culturel
En termes historiques, la Siambretta a été commercialisée lors de la période où l'économie de l'Argentine était la plus prospère. Les ouvriers se rendant au travail à l'usine, les jeunes se promenant, les commerçants et les professionnels rendant visite à leurs clients et les familles effectuant se déplaçant, étaient quelques-unes des multiples utilisations des modèles Siambretta.
Au début des années 1960, il était courant de voir des courses de scooters, où de nombreux amateurs passionnés couraient avec des Siambretta préparées, souvent avec un budget limité mais avec beaucoup d'imagination, sur des circuits improvisés, participant même à des tournois dans la ville de Buenos Aires, dont la plus prestigieuse, les "12 Heures en Scooter" à l'Autodrome de Buenos Aires. Tout cela était stimulé par la forte présence de Siambretta sur le marché. Dans la seconde moitié des années 1950, il n'y avait aucune grande d'Argentine qui n'avait pas un concessionnaire et/ou un service technique officiel Siambretta. Cela a grandement favorisé les ventes en province, ce qui était inhabituel dans un pays fortement centralisé à Buenos Aires.

## La fin du rêve
L'« euphorie » pour la Siambretta a rapidement décliné tout comme la ferveur populiste de la première ère Perón après son exil. Le contexte économique était devenu des plus défavorables avec l'ouverture aux importations et un taux de change flottant par rapport au dollar voulu par le gouvernement de Guido et Illia et un marché saturé de scooters. La chute des ventes des Siambretta 175 TV et AV s'est accélérée dès le début d'année 1966.
La situation était si défavorable pour SIAM que le prix de vente d'une Siambretta 175 TV était comparable à celui d'une moto ou d'une petite voiture importée. Dans ce contexte, chute des ventes entraînant celle du chiffre d'affaires, ajouté à une dette importante auprès d'Innocenti, a conduit SIAM à arrêter, en juin 1966, la fabrication de la ligne Siambretta. Jusqu'à cette date alors seuls les modèles 175 TV, 175 AV étaient encore fabriqués. SIAM a vendu tous les actifs et passifs aux frères Franco Hermanos, qui ont continué à fabriquer les Siambretta 175 AV, avec les pièces encore en stock. La production des scooters a pris fin en 1967 mais celle du triporteur Lambretta, similaire à ceux produits sous licence en Inde, a continué.
En analysant les quelques documents de fabrication conservés à l'Université Di Tella à El Siambrettista, des numéros de châssis et de moteur tirés de l'enquête historique de Siambretta, il apparaît que la production totale de Siambretta, tous modèles confondus, serait comprise entre environ 200.000 et 240.000 exemplaires. Les aléas de l'histoire ont fait que la grande majorité des documents liés à Siambretta SAIC ont été perdus ou détruits.
La société SIAM Di Tella a exporté les scooters Sialbretta pour y être assemblés en CKD au Chili.